# Pobrzeża Południowobałtyckie

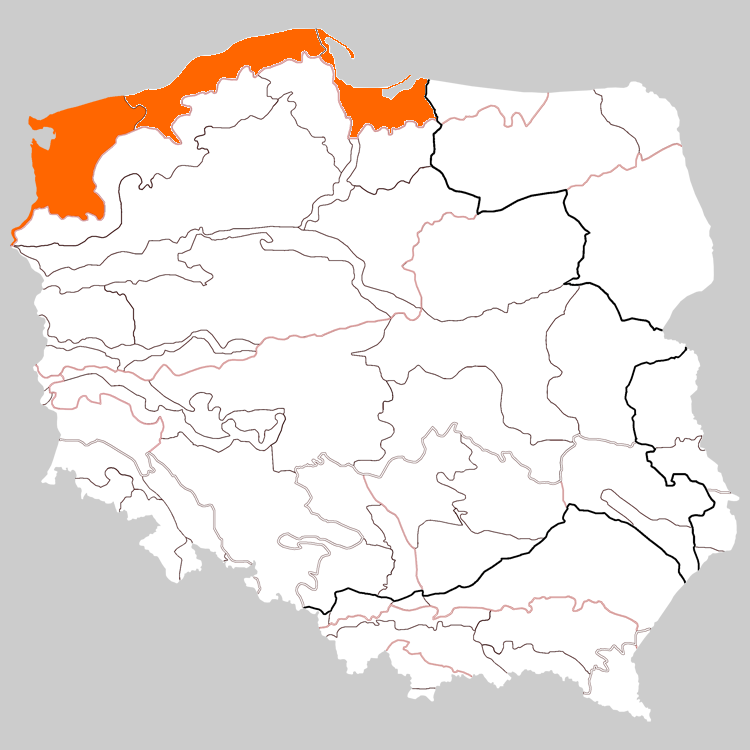
Das Südbaltische Küstenland (313; orange) auf der Landkarte Polens

Die Pobrzeża Południowobałtyckie (313) (übersetzt Südbaltisches Küstenland) ist eine geomorphologische Region in Polen. 

## Geomorphologische Gliederung
Die Region erstreckt sich entlang der polnischen Ostseeküste über die Küstengebiete der Woiwodschaften Westpommern, Pommern und Ermland-Masuren. Sie ist Teil der übergeordneten Region des Mitteleuropäischen Tieflands (31), die wiederum zur Megaregion Europa außerhalb Zentraleuropas (3) gehört.
3 Pozaalpejska Europa Środkowa (Europa außerhalb Zentraleuropas)
31 Niż Środkowoeuropejski (Mitteleuropäisches Tiefland)
313 Pobrzeża Południowobałtyckie (Südbaltisches Küstenland)
Die Region des Südbaltischen Küstenlandes (313) nimmt in Polen eine Fläche von ca. 19.000 km² ein und gliedert sich in die drei folgenden Makroregionen (313.2–5), die wiederum in Mesoregionen untergliedert sind:
313.2–3 Pobrzeże Szczecińskie
313.21 Uznam i Wolin (Usedom und Wollin)
313.22 Wybrzeże Trzebiatowskie
313.23 Równina Wkrzańska
313.24 Dolina Dolnej Odry (Unteres Odertal; vgl. Landschaftsschutzpark Unteres Odertal)
313.25 Równina Goleniowska
313.26 Wzniesienia Szczecińskie
313.27 Wzgórza Bukowe
313.28 Równina Wełtyńska
313.31 Równina Pyrzycko-Stargardzka
313.32 Równina Nowogardzka
313.33 Równina Gryficka
313.4 Pobrzeże Koszalińskie
313.41 Wybrzeże Słowińskie (vgl. Slowinzischer Nationalpark)
313.42 Równina Białogardzka
313.43 Równina Słupska
313.44 Wysoczyzna Damnicka
313.45 Wysoczyzna Żarnowiecka
313.46 Pradolina Redy-Łeby (Urstromtal von Reda und Łeba)
313.5 Pobrzeże Gdańskie
313.51 Pobrzeże Kaszubskie
313.52 Mierzeja Helska (Halbinsel Hela)
313.53 Mierzeja Wiślana (erweiterte Danziger Nehrung)
313.54 Żuławy Wiślane (verkleinertes Weichsel-Nogat-Delta)
313.55 Wysoczyzna Elbląska (Elbinger Höhe / Trunzer Berge)
313.56 Równina Warmińska
313.57 Wybrzeże Staropruskie

## Lage
Die polnische Ostseeküste liegt im Nordwesten Polens und ist über 500 km lang. Sie ist durch die Weichsel-Kaltzeit durch Gletscher, Flussläufe, Wind und Meeresstrom geprägt. Es treten zahlreiche Wanderdünen, Strandseen, Moränen, Steilküsten und Flussdeltas auf. Dagegen gibt es keine nennenswerten Gezeiten und daher auch kein Wattenmeer. Im Hinterland schließen sich Urstromtäler und Moränen an. Die höchste Erhebung ist mit 198,5 Metern die Góra Srebrna der Wysoczyzna Elbląska (Elbinger Höhe).

## Klima
An der polnischen Ostseeküste herrscht ein Übergangsklima zwischen maritimem und kontinentalen Klima. Die Niederschlagsmengen sind geringer und die Temperaturschwankungen höher (wärmere Sommer, kälter Winter) als an vergleichbaren Küsten in Westeuropa. Dagegen sind die Temperaturen milder und die Niederschlagsmengen höher und als in Kontinentalpolen mit Ausnahme der südlichen Gebirgszüge der Sudeten und Karpaten, wo die Niederschlagsmengen – insbesondere Schneemengen – höher und die Temperaturen auch im Sommer niedriger sind.